# Clairefontaine-en-Yvelines
Clairefontaine-en-Yvelines – miejscowość i gmina we Francji, w regionie Île-de-France, w departamencie Yvelines.
Według danych na rok 1990 gminę zamieszkiwały 652 osoby, a gęstość zaludnienia wynosiła 38 osób/km² (wśród 1287 gmin regionu Île-de-France Clairefontaine-en-Yvelines plasuje się na 738. miejscu pod względem liczby ludności, natomiast pod względem powierzchni na miejscu 121.).
W Clairefontaine znajduje się piłkarski ośrodek szkoleniowy francuskich piłkarzy.